# Orgeval, Aisne
Orgeval är en kommun i departementet Aisne i regionen Hauts-de-France i norra Frankrike. Kommunen ligger  i kantonen Laon-Sud som ligger i arrondissementet Laon. År 2022 hade Orgeval 55 invånare.

## Befolkningsutveckling
Antalet invånare i kommunen Orgeval
Referens: INSEE